# 卡永加區
卡永加區是非洲中部國家烏干達的111個區之一，由中部區負責管轄，首府是卡永加，距離首都坎帕拉約74公里，經濟產業有農業和畜牧業，2002年人口估計為297,100。

## 外部連結
- Kayunga District Portal（页面存档备份，存于）
- Kayunga District Five Year Development Plan

01°00′N 32°52′E / 1.000°N 32.867°E